# Lords of the Congregation
Lords of the Congregation var ett politiskt parti i Skottland under 1500-talet, sammansatt av skotska lorder som ville ersätta Auld-alliansen mellan Skottland och det katolska Frankrike med en protestantiska reformation och en allians med England.
Den bildades 1557 av skotska lorder med protestantiska sympatier som gav de då hemliga protestantiska församlingarna sitt öppna stöd. I juli 1559 intogs huvudstaden av Lords of the Congregation. När Edinburghfördraget skrevs under i juli 1560 lämnade både engelska och franska trupper landet och därmed fick Lords of the Congregation i praktiken makten i Skottland. De sammankallade ett parlament i augusti 1560, som blev känd som reformationsparlamentet eftersom de antog en rad reformer som upphävde den katolska kyrkan i Skottland genom att skapa en nationell skotsk kyrka under ledning av John Knox, och genomförde därmed reformationen i Skottland. 